# Aspilota schpanbergi
Aspilota schpanbergi är en stekelart som beskrevs av Sergey A. Belokobylskij 2007. Aspilota schpanbergi ingår i släktet Aspilota och familjen bracksteklar. Inga underarter finns listade.